# Elton (Cambridgeshire)
Pour les articles homonymes, voir Elton.
Elton est une paroisse civile et un village du Cambridgeshire, en Angleterre.